# 高野直哉
髙野 直哉（たかの なおや、1993年4月30日 - ）は、日本の男子バレーボール選手である。

## 来歴
大分県大分市出身。母方の叔父や叔母がバレーボールをしており、叔母にバレーに誘われた影響で小学1年生からバレーボールを始める。
大分工業高等学校、東亜大学を経て、2015/16シーズン、V・プレミアリーグ（当時の1部リーグ）に所属する堺ブレイザーズ（現・日本製鉄堺ブレイザーズ）の内定選手となった。内定選手としてV・プレミアリーグの試合に出場し、Vリーグデビューを果たした。
2016年、大学卒業後に、堺ブレイザーズに入団した。

## 人物
叔父の忠願寺貴博は大分三好ヴァイセアドラーの前身の三好循環器科EKG大分に在籍していた。従妹（貴博の娘）に忠願寺風來（Astemoリヴァーレ茨城）・莉桜（東九州龍谷高等学校）姉妹がいる。

## 球歴
- 日本代表 - 2017年-
  - ワールドカップ - 2019年

## 所属チーム
- 大分工業高等学校
- 東亜大学
- 堺ブレイザーズ/日本製鉄堺ブレイザーズ（2016年-）